# Râmeț
Râmeț (in ungherese Remete, in tedesco Einsiedl), è un comune della Romania di 610 abitanti, ubicato nel distretto di Alba, nella regione storica della Transilvania.
Il comune è formato da un insieme di 13 villaggi: Boțani, Brădești, Cheia, Cotorăști, Florești, Olteni, Râmeț, Valea Făgetului, Valea Inzelului, Valea Mănăstirii, Valea Poienii, Valea Uzei, Vlădești.
Nel comune si trova il Monastero di Râmeț (foto), un complesso la cui origine risale al XIV secolo.